# Blossom Toes
Pour les articles homonymes, voir Blossom.
Blossom Toes est un groupe de rock britannique.

## Historique
Le premier album du groupe, We Are Ever So Clean, est un classique du psychédélisme anglais. Il était présenté dans le magazine britannique Melody Maker comme le « Lonely Hearts Club Band » de Giorgio Gomelsky. Bien que n'obtenant pas un grand succès commercial, des titres comme What On Earth ou Look At Me, I'm You ont contribué à donner à l'album son statut d'album culte pour des générations successives de nostalgiques des années 1960. Il était récemment évalué n° 40 parmi la liste des 100 meilleurs albums psychédéliques.
If Only For A Moment a vu le groupe prendre une direction sensiblement plus lourde, avec Cregan et Godding aux guitares jouant un rôle prépondérant. L'album marque aussi le départ de Westlake remplacé par de John "Poli" Palmer, puis de Barry Reeves.
Le quatuor est dissous en 1970. Alors que Belshaw et Godding rejoignent Westlake au sein de BB Blunder, Cregan forme Stud avec Jim Wilson et Charlie McCracken, avant de rejoindre Family. Il obtiendra la célébrité plus tard au cours de la décennie avec Cockney Rebel puis en tant que membre du groupe de Rod Stewart.
Les Blossom Toes ont contribué à la musique du film La Collectionneuse (1967) du réalisateur français Éric Rohmer et est aussi apparu dans Popdown (1967) de Fred Marshall.

## Discographie

### Albums
- Octobre 1967 : We Are Ever So Clean (Marmalade 607001 (mono) 608001 (stereo))
- Juillet 1968 : If Only for a Moment (Marmalade 608010)

### Singles
- Octobre 1967 : What On Earth/Mrs. Murphy's Budgerigar/Look At Me I'm You (Marmalade 598002)
- Mars 1968 : I'll Be Your Baby Tonight (Bob Dylan) b/w Love Is (Marmalade 598009)
- Octobre 1968 : Postcard/Everybody's Leaving Me Now (Marmalade 598012)
- Avril 1969 : Peace Loving Man/Above My Hobby Horses Head (Marmalade 598014)
- Octobre 1969 : New Day/Love Bomb (Marmalade 598022)